# Tunai
José Antônio de Freitas Mucci (Ponte Nova, 13 de novembro de 1950 – Rio de Janeiro, 26 de janeiro de 2020), mais conhecido como Tunai, foi um cantor e compositor brasileiro.

## Biografia e carreira
Iniciou o seu curso de Engenharia Civil na cidade de Ouro Preto, onde também estudou seu irmão e compositor João Bosco. Depois de se transferir para Belo Horizonte, onde concluiu seu curso, trabalhou durante um tempo como engenheiro e depois deixou a engenharia civil para se dedicar à carreira de músico, estreando em 1978, quando Fafá de Belém interpretou "Se eu disser". Trabalhou com o letrista Sergio Natureza, com quem compôs músicas para vários artistas como Elis Regina, Simone, Gal Costa, Nana Caymmi, Milton Nascimento, Beto Guedes, Roupa Nova, Fafá de Belém, Elba Ramalho e Sérgio Mendes, sempre com sucesso.
Na carreira-solo, tornou-se famoso com o hit Frisson, do disco Em Cartaz (1984) e que foi tema da novela "Suave Veneno", da TV Globo. Escrevendo para o Yahoo!, Regis Tadeu publicou uma crítica positiva para o cantor em 2012: "Este talentoso e veterano cantor mineiro nunca recebeu os devidos créditos por conta de seu trabalho bem acima da média dos compositores advindos dos anos 70, mesmo que várias de suas canções tenham sido gravadas por Elis Regina, Fafá de Belém e Gal Costa. (...)"
“A Elis Regina foi o principal vestibular que passei na minha vida” ele disse em entrevista a mídia. Foi Elis, quem lançou e projetou Tunai como compositor em 1979, um ano após o artista ter decidido abandonar a faculdade de engenharia para se dedicar à música. 
As composições de Tunai fizeram sucesso na voz de Elis Regina. Entre elas, “As aparências enganam”, do disco ‘Essa Mulher’ (1979); “Lembre-se”, gravado no show de lançamento do disco; e “Agora tá”, de ‘Saudade do Brasil’ (1980). 
“Ser gravado por ela abriu completamente as portas para mim. Foi uma coisa tão boa que eu nunca deixei de homenagear a Elis que deixou um legado incrível. Morreu cedo, mas viveu mais de 100 anos”, disse Tunai, certa vez.

## Morte
Tunai morreu na madrugada do dia 26 de janeiro de 2020 em sua casa, no Rio de Janeiro, vítima de uma parada cardíaca.

## Discografia
- Trovoada - as aparências enganam (1980) - Polydor
- Festival da Nova Música Popular Brasileira - Adeus à dor (1981) - Polydor
- Todos os Tons (1981) - PolyGram
- Olhos do Coração (1983) - PolyGram
- Em Cartaz... (1984) - PolyGram
- Tunai (1985) - PolyGram
- Sobrou pra Mim (1988) - Eldorado
- Dom (1993) - Maracujazz
- Certas Canções (2000) - Jam Music
- Sem Limites - CD duplo - (2003) - Universal Music
- Dança das Cadeiras (2004) - Independente
- Eternamente... (2011) - MZA Music
- Caderno de lembranças (2019) - Independente